# Basiliek van de Martelaren van Oeganda (Munyonyo)
De Basiliek van de Martelaren van Oeganda (Engels: Basilica of the Uganda Martyrs) is een basilica minor in Munyonyo, in het zuiden van de Oegandese hoofdstad Kampala. De basiliek is gewijd aan de martelaren van Oeganda.

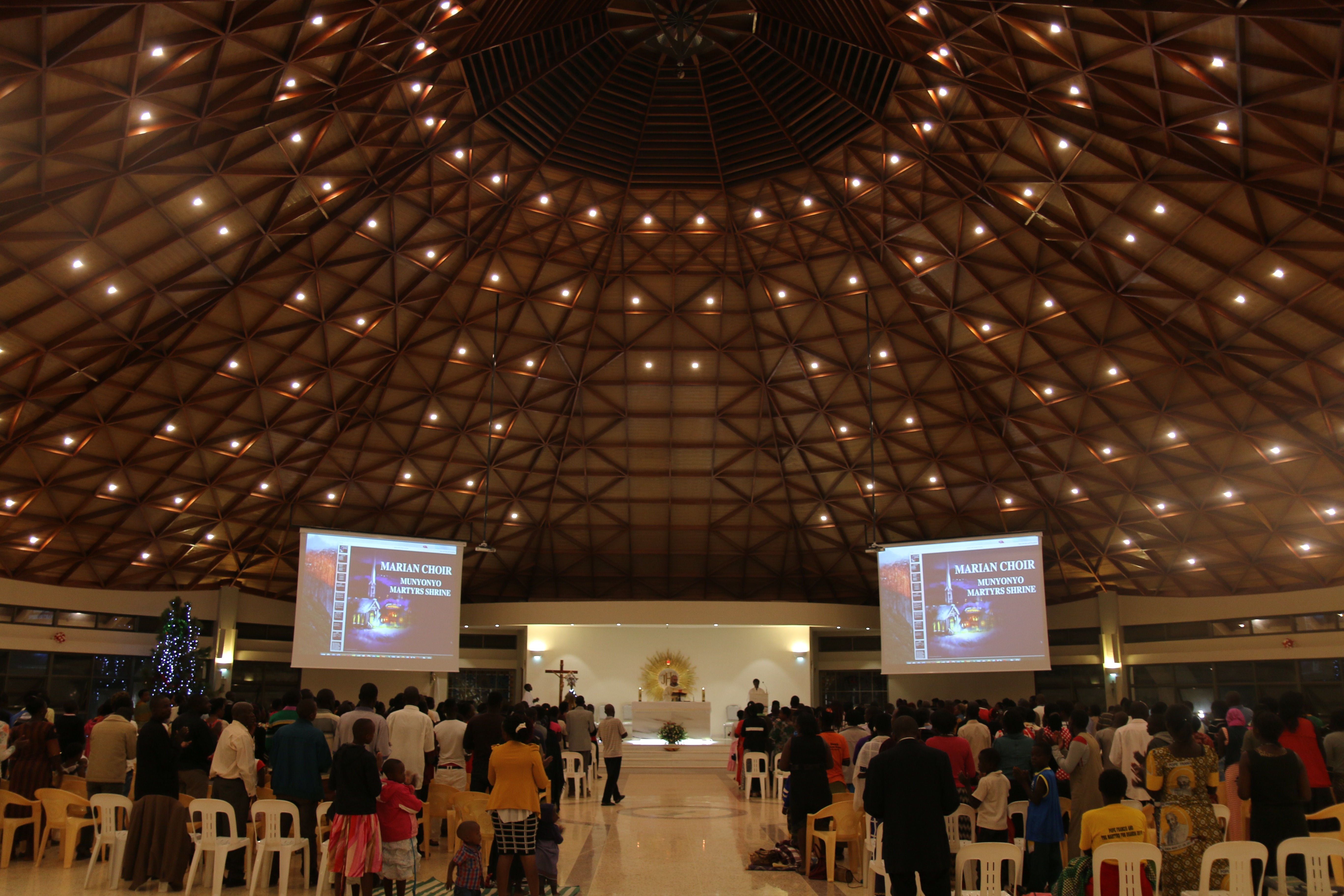
Interieur van de basiliek

Munyonyo is de plaats waar de koning van Boeganda, Mwanga II, besloot om christenen ter dood te brengen. In Munyonyo werden alle christelijke pages van de koning gevangengenomen en veroordeeld om ter door gebracht te worden in Namugongo. Dionysius Ssebuggwawo en Andreas Kaggwa stierven op 25 en 26 mei 1886 in Munyonyo, nabij de plaats waar de basiliek gebouwd is. De andere gevangenen werden van Munyonyo naar Namugongo gebracht, waar ze op 3 juni 1886 werden geëxecuteerd nabij de locatie van de huidige Basiliek van de Martelaren van Oeganda (Namugongo). Op 25 mei 1886 doopte Carolus Lwanga, de leider van de christelijke gemeenschap in Oeganda, in het geheim nog vier catechumenen in Munyonyo: Kizito, Mbaga Tuzinde, Gyavira Musoke en Muggaga Lubowa. Zij werden allen gedood in Namugongo.    
Paus Franciscus bezocht Munyonyo en zegende de eerste steen van de in aanbouw zijnde kerk op 27 november 2015 tijdens zijn Afrikareis. De bouw van de kerk werd voltooid in 2016 en werd op 28 oktober 2017 ingewijd door kardinaal Fernando Filoni. Op 19 juli 2019 werd de kerk door het Vaticaan verheven tot basiliek.